# Терраформирование Венеры
Терраформирование Венеры — гипотетический процесс создания условий, пригодных для жизни человека на Венере.
Терраформированная Венера может представлять собой планету с тёплым и влажным климатом. Подсчитано, что если бы венерианская атмосфера имела земной состав, то её средняя температура была бы около 26 °C (на Земле 15 °C).

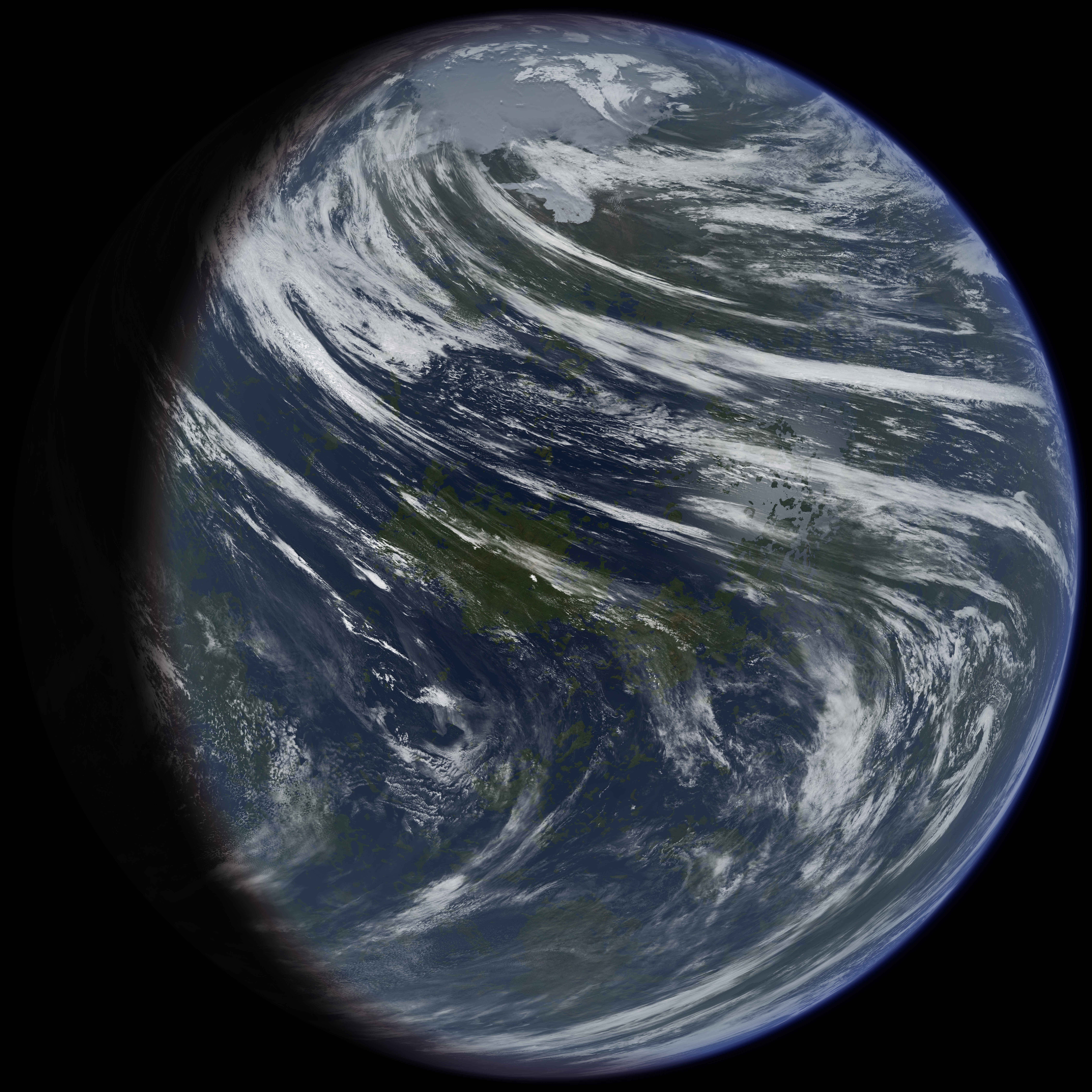
Преобразованная терраформированая Венера в представлении художника

## Современные условия на Венере

Температура и давление на различных высотах от поверхности Венеры

Средняя температура + 467 °C (Венера — одна из самых горячих планет Солнечной системы),
атмосферное давление — около 93 атм (бар),
состав атмосферы: углекислый газ — 96,5 %, азот — 3,5 %, угарный газ и сернистый газ — 0,197 %, водяной пар — 0,003 %.

## Привлекательность освоения
1. Венера — сестра-близнец нашей планеты: средний диаметр Венеры 12 103,6 км (95 % от среднего диаметра Земли), масса 4,87⋅1024 кг (81,5 % от массы Земли), ускорение свободного падения 8,9 м/с² (90,4 % от земной силы тяжести).
2. Венера — самая близкая к Земле планета.
3. На Венеру попадает много солнечной энергии, которую можно использовать для терраформирования.

## Трудности освоения и терраформирования

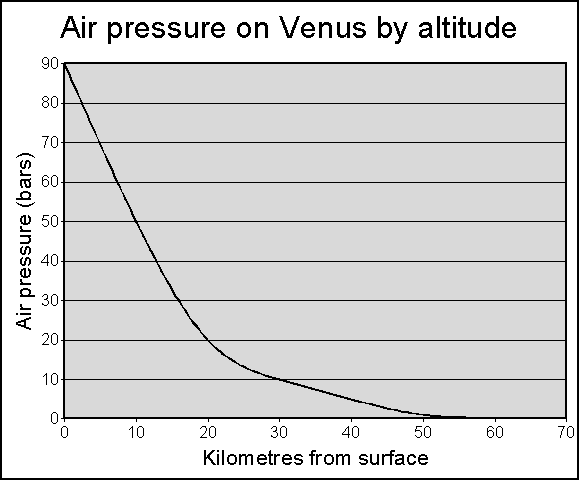
Давление на Венере на различных высотах

1. На Венере очень жарко — средняя температура на поверхности +467 °C (жарче, чем на Меркурии).
2. Давление на поверхности Венеры 93 атмосферы.
3. Атмосфера Венеры состоит на 96,5 % из CO2.
4. На Венере почти нет воды, поэтому её надо либо доставить с комет или астероидов, либо синтезировать (например, из атмосферного CO2 и водорода).
5. Венера вращается в обратную сторону по сравнению с Землёй и другими планетами Солнечной системы, наклон оси вращения к вектору угловой скорости вращения вокруг Солнца — 178°. Из-за такого необычного сочетания направлений и периодов вращения и обращения вокруг Солнца одни сутки на Венере длятся 116 дней и 18 часов, а продолжительность дневного и ночного времени составляет по 58 дней и 9 часов.
6. Магнитосферы у Венеры нет, кроме того, Венера расположена ближе к Солнцу, чем Земля. Вследствие этого в ходе терраформирования (при уменьшении массы атмосферы) уровень радиации на поверхности планеты может оказаться повышенным в сравнении с Землёй.

## Способы терраформирования Венеры

### Солнечные экраны между Солнцем и Венерой
Экраны предполагается устанавливать в точке Лагранжа между Венерой и Солнцем. Такое равновесие неустойчиво, и, чтобы удерживать его в точке Лагранжа, потребуется регулярная корректировка положения экранов.
Предполагается, что такие «зонтики» смогут резко снизить поток солнечной энергии, достигающей Венеры, и как следствие — снизить температуру на планете до приемлемого уровня.
Причём при достаточном экранировании Венеры от Солнца, температуру можно понизить до такой степени, что атмосфера Венеры вымерзнет и значительная её часть выпадет на поверхность в виде сухого льда (твёрдый CO2). Результатом будет значительное падение давления и дополнительное (за счёт повышения альбедо) охлаждение планеты.
Одним из вариантов таких проектов является установка в качестве экранов сверхлёгких отражающих зеркал, свет от которых можно использовать для одновременного прогрева более холодных планет (например, Марса). Экран также может служить исполинским фотоэлементом для мощнейшей солнечной электростанции.

### Бомбардировка кометами или водно-аммиачными астероидами
Количество воды, которое необходимо доставить на Венеру, огромно: так, для создания приемлемой гидросферы на Венере требуется не менее 1017 тонн воды, что примерно в сто тысяч раз превышает массу кометы Галлея. Требуемый ледяной астероид должен иметь диаметр около ~ 600 км (в 6 раз меньше диаметра Луны).
Кроме ледяных комет и астероидов, большое количество воды содержат некоторые спутники Юпитера и Сатурна, а также кольца Сатурна.
Существует мнение, что точно рассчитанная бомбардировка позволит «раскрутить» Венеру вокруг своей оси, сократив таким образом слишком длинные венерианские сутки. По закону сохранения момента импульса, вне зависимости от подробностей, в случае касательного удара на экваторе скорость вращения Венеры увеличится на величину примерно {\displaystyle w={\tfrac {2,5\cdot m\cdot V}{MR}}} (радиан/с), где m и M — массы астероида (кометы) и Венеры соответственно, V — скорость кометы или астероида, R — радиус планеты. Так как относительные скорости комет могут составлять десятки километров в секунду (вплоть до Третьей космической скорости для Венеры, то есть до более чем 70 км/с), то даже относительно небольшого по сравнению с планетой астероида хватит, чтобы придать ей довольно заметное вращение. Однако «небольшой» по сравнению с планетой — это очень большой в абсолютных величинах, поэтому для решения этой задачи потребовалось бы гораздо больше астероидов, чем просто для доставки воды.
Доставка воды на Венеру путём астероидной бомбардировки, решая одни проблемы, одновременно создаёт новые. Перечислим некоторые:
- Во-первых, удар одним большим астероидом может привести к разрушению коры планеты и привести её в ещё более непригодное для жизни состояние, поэтому, видимо, придётся использовать множество ударов послабее.
- Во-вторых, горные породы Венеры обладают огромной теплоёмкостью и относительно небольшой теплопроводностью, поэтому процесс их остывания в любом случае затянется на многие годы.
- В-третьих, нынешняя температура поверхностных слоёв атмосферы гораздо выше температуры кипения воды при этом давлении (см. таблицу). Следовательно, без существенного охлаждения ниже 300 °C (при венерианских 90 атм.) нельзя ожидать появления на поверхности планеты свободной воды. Вода будет присутствовать в атмосфере в виде водяного пара, который тоже является парниковым газом. Однако поднятые тучи пыли будут способствовать понижению температуры, порождая эффект «ядерной зимы».

Ожидается, что свободная вода станет разрушать венерианские горные породы и, в частности, вымывать окись кальция из венерианского грунта. Образующийся щёлочной раствор начнёт поглощать CO2 из атмосферы Венеры, связывая его в виде карбонатов (CaCO3, MgCO3):
Разрушение венерианского базальтового грунта:
{\displaystyle {\mathsf {CaSiO_{3}+H_{2}O\longrightarrow Ca(OH)_{2}+SiO_{2}}}}
Осаждение известняка:
{\displaystyle {\mathsf {Ca(OH)_{2}+CO_{2}\longrightarrow CaCO_{3}+H_{2}O}}}

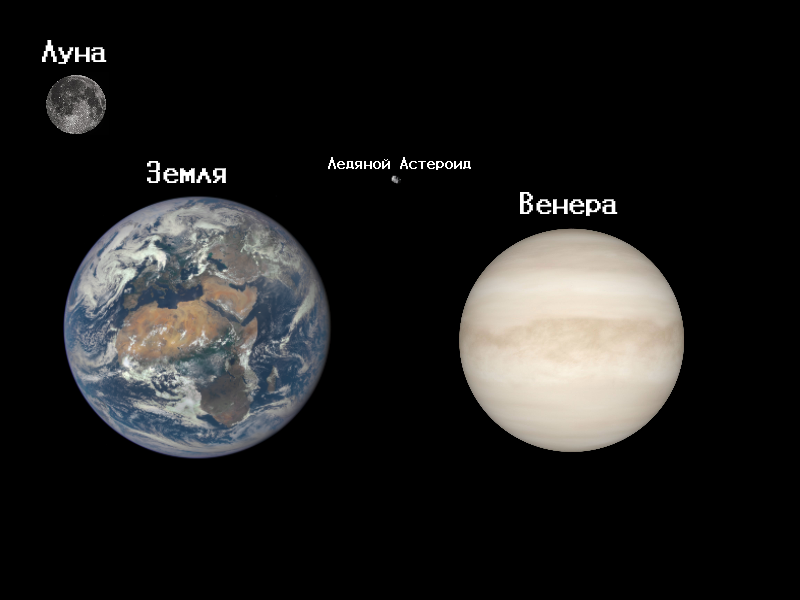
Размеры ледяного астероида, необходимого для снабжения Венеры водой, в сравнении с размерами Венеры, Земли и Луны

Таким образом, за некоторый срок понизятся концентрация CO2 и атмосферное давление на Венере, после чего станет возможным запускать туда фотосинтетические земные организмы для преобразования оставшегося венерианского CO2 в кислород.
Следует заметить, что водяной пар является ещё более сильным парниковым газом, чем CO2, поэтому такой способ преобразования венерианского климата всё равно придётся совмещать с рассмотренными выше солнечными экранами — для того, чтобы не допустить нового витка разогревания Венеры.
Температура кипения воды при разных давлениях:
| Давление, атм | Температура кипения воды, °C |
| ------------- | ---------------------------- |
| 1,033         | 100,00                       |
| 1,500         | 110,79                       |
| 5,000         | 151,11                       |
| 10,000        | 179,04                       |
| 20,000        | 211,38                       |
| 25,000        | 222,90                       |
| 50,000        | 262,70                       |
| 100,000       | 309,53                       |

### Доставка на Венеру земных водорослей или других микроорганизмов
В 1961 году Карл Саган предложил забросить в атмосферу Венеры некоторое количество хлореллы. Предполагалось, что не имея естественных врагов, водоросли будут бурно размножаться в геометрической прогрессии и относительно быстро зафиксируют в органических соединениях находящийся там в большом количестве углекислый газ и обогатят атмосферу Венеры кислородом. Это в свою очередь снизит парниковый эффект, благодаря чему температура поверхности Венеры понизится.
Подобные проекты предлагаются и сейчас — например предлагается распылять в атмосфере Венеры генно-модифицированные (для приживания в условиях полёта в атмосферных течениях) сине-зелёные водоросли, на уровне 50—60 км от поверхности, на котором давление составляет около 1,1 бар и температура около +30 градусов Цельсия.
Впоследствии, когда дальнейшие исследования показали, что в атмосфере Венеры вода практически полностью отсутствует, Саган отказался от данной идеи. Для того, чтобы эти и другие проекты по фотосинтетическому преобразованию климата стали возможными, необходимо сначала тем или иным способом решить проблему с водой на Венере, например, доставить её туда искусственным путём или найти способ синтеза воды «на месте» из других соединений.

### Нейтрализация кислотной атмосферы
Ударное распыление в атмосфере металлического метеора может привести к связыванию серной кислоты в соли, с сопутствующим выделением воды или водорода (в зависимости от точного состава метеора). Астероиды типа (216) Клеопатра представляют определённую ценность для этого решения. Возможно, глубинные породы Венеры также имеют подходящий состав. В таком случае достаточно использовать водородную бомбу достаточной мощности, чтобы одновременно вызвать пылевую «ядерную зиму» и этой же пылью связать кислоту.

## Проблема отсутствия у Венеры магнитного поля
Магнитное поле Земли достаточно эффективно защищает поверхность нашей планеты от бомбардировки заряженными частицами. Магнитное поле подхватывает эти частицы (протоны и электроны), заставляя их двигаться вдоль силовых линий, тем самым предотвращается их взаимодействие с верхними слоями атмосферы.
Венера лишена собственного магнитного поля, имеется лишь слабая магнитосфера, обязанная своим появлением взаимодействию солнечного магнитного поля с ионосферой планеты. В результате воздействия заряженных частиц из космоса на атмосферу Венеры происходит, в частности, ионизация и диссипация водяного пара. Водород, образующийся при этих процессах, спокойно покидает планету, поскольку характерные скорости молекул водорода сопоставимы со второй космической скоростью. Именно так Венера лишилась всей воды, доставшейся ей при образовании планеты.
При терраформировании Венеры придётся решить и эту проблему.
Первый путь — «раскрутка» планеты. Поскольку Венера — планета земной группы, есть надежда, что возникнет «магнитное динамо». По косвенным признакам, на Венере присутствуют механизмы, аналогичные земной тектонике плит, следовательно, Венера имеет металлическое ядро. Однако этот путь связан с колоссальными техническими трудностями ввиду огромных энергозатрат.
Второй путь — прокладка вдоль экватора Венеры электрического провода (лучше всего сверхпроводникового) и возбуждение в нём тока. Несмотря на грандиозность этой задачи, она представляется более осуществимой в техническом плане, чем первый путь.
Третий путь — размещение в точке Лагранжа L1 мощного генератора магнитного поля, снабжённого ядерным реактором в качестве источника энергии и достаточным запасом топлива для постоянной коррекции орбиты. Такой генератор создаст магнитный диполь, прикрывающий своеобразным зонтиком всю планету.